# Championnats du monde de cyclisme sur piste juniors
Pour un article plus général, voir Championnat du monde de cyclisme.
Cet article traite uniquement des championnats juniors. Pour les élites, voir Championnats du monde de cyclisme sur piste.
Les Championnats du monde de cyclisme sur piste juniors (UCI Juniors Track World Championships en anglais) sont les championnats du monde de cyclisme sur piste organisés par l'UCI pour les coureurs juniors, c'est-à-dire de 17 et 18 ans.

## Organisation
En 1973 à Munich et en 1974 à Varsovie, des championnats d'Europe juniors ont lieu pour les disciplines de la vitesse individuelle, de la course aux points et de la poursuite individuelle. Ils sont parfois considérés comme les précurseurs des championnats du monde sur piste juniors, car des non-européens sont également présents au départ.
De 1975 à 1996, les championnats sur piste juniors sont organisés dans la même région que les championnats du monde de cyclisme sur route juniors, mais pas aux mêmes dates. Entre 1997 et 2004, ils sont organisés indépendamment. De 2005 à 2009, les compétitions ont lieu conjointement aux mondiaux sur route juniors. Depuis 2010, ils sont organisés à nouveau séparément. L'édition 2020 est annulée en raison de la pandémie de Covid-19.

## Éditions
| Année | Pays                 | Ville                     |
| ----- | -------------------- | ------------------------- |
| 1975  | Suisse               | Orbe et Le Chalet-à-Gobet |
| 1976  | Belgique             | Liège                     |
| 1977  | Autriche             | Vienne                    |
| 1978  | États-Unis           | Washington                |
| 1979  | Argentine            | Buenos Aires              |
| 1980  | Mexique              | Mexico                    |
| 1981  | Allemagne de l'Est   | Grimma                    |
| 1982  | Italie               | Marsciano et Deruta       |
| 1983  | Nouvelle-Zélande     | Wanganui                  |
| 1984  | France               | Caen                      |
| 1985  | Allemagne de l'Ouest | Stuttgart                 |
| 1986  | Maroc                | Casablanca                |
| 1987  | Italie               | Bergame                   |
| 1988  | Danemark             | Odense                    |
| 1989  | Union soviétique     | Moscou                    |
| 1990  | Royaume-Uni          | Middlesbrough             |
| 1991  | États-Unis           | Colorado Springs          |
| 1992  | Grèce                | Athènes                   |
| 1993  | Australie            | Perth                     |
| 1994  | Équateur             | Quito                     |
| 1995  | Italie               | Forlì                     |
| 1996  | Slovénie             | Novo Mesto                |
| 1997  | Afrique du Sud       | Le Cap                    |
| 1998  | Cuba                 | La Havane                 |
| 1999  | Grèce                | Athènes                   |
| 2000  | Italie               | Fiorenzuola               |
| 2001  | États-Unis           | Trexlertown               |
| 2002  | Australie            | Melbourne                 |

| Année | Pays                                        | Ville                                       |
| ----- | ------------------------------------------- | ------------------------------------------- |
| 2003  | Russie                                      | Moscou                                      |
| 2004  | États-Unis                                  | Los Angeles                                 |
| 2005  | Autriche                                    | Vienne                                      |
| 2006  | Belgique                                    | Gand                                        |
| 2007  | Mexique                                     | Aguascalientes                              |
| 2008  | Afrique du Sud                              | Le Cap                                      |
| 2009  | Russie                                      | Moscou                                      |
| 2010  | Italie                                      | Montichiari                                 |
| 2011  | Russie                                      | Moscou                                      |
| 2012  | Nouvelle-Zélande                            | Invercargill                                |
| 2013  | Royaume-Uni                                 | Glasgow                                     |
| 2014  | Corée du Sud                                | Séoul                                       |
| 2015  | Kazakhstan                                  | Astana                                      |
| 2016  | Suisse                                      | Aigle                                       |
| 2017  | Italie                                      | Montichiari                                 |
| 2018  | Suisse                                      | Aigle                                       |
| 2019  | Allemagne                                   | Francfort-sur-l'Oder                        |
| 2020  | Annulé en raison de la pandémie de Covid-19 | Annulé en raison de la pandémie de Covid-19 |
| 2021  | Égypte                                      | Le Caire                                    |
| 2022  | Israël                                      | Tel Aviv                                    |
| 2023  | Colombie                                    | Cali                                        |
| 2024  | Chine                                       | Luoyang                                     |
| 2025  | Pays-Bas                                    | Apeldoorn                                   |
| 2026  | Belgique                                    | Heusden-Zolder                              |
| 2027  | France                                      | Haute-Savoie                                |
| 2028  | Paraguay                                    | Asunción                                    |

## Palmarès

### Hommes

#### Kilomètre contre-la-montre
| Édition | Or                  | Argent               | Bronze                     |
| ------- | ------------------- | -------------------- | -------------------------- |
| 1977    | Rainer Hönisch      | Miroslav Junec       | Heinz Isler                |
| 1978    | Frank Micke         | Sergueï Kopylov      | Heinz Isler                |
| 1979    | Fredy Schmidtke     | Gadis Lapinch        | Michel Cortinovis          |
| 1980    | Maic Malchow        | Andris Lotsmelis     | Rob Werner                 |
| 1981    | Marcelo Alexandre   | Dirk Streicher       | Stefano Baudino            |
| 1982    | Andreas Ganske      | Alberto-Max Salvini  | M. Sourmava                |
| 1983    | Alan Miller         | Kenneth Røpke        | Christian Huber            |
| 1984    | Jens Glücklich      | Craig Alan Schommer  | Fr. Egner                  |
| 1985    | Silvio Boarin       | Robert Lechner       | Johnny Franck              |
| 1986    | Vladimir Sultanov   | Marek Skórski        | Bernardo Gonzalez Minano   |
| 1987    | Ronny Kirchhoff     | Jury Emilianov       | Bernardo Gonzalez Minano   |
| 1988    | Kai Melcher         | Kiril Valtchev       | Sergeï Bagmat              |
| 1989    | Konstantin Smurygin | Tom Steels           | Kai Melcher                |
| 1990    | Alexandr Khromikh   | Maciej Sztykiel      | Shane Kelly                |
| 1991    | Laurent Accart      | Simon Kersten        | Aldo Capelli               |
| 1992    | Florian Rousseau    | Darryn Hill          | Michael Scheurer           |
| 1993    | Michael Scheurer    | Alberto Ben Guerrero | Sébastien Morelon          |
| 1994    | Jan van Eijden      | Tony Homan           | Diego Ortega               |
| 1995    | Joshua Kersten      | Andreas Thelen       | Luca Cortelazzi            |
| 1996    | Damien Gerard       | Crescenzo D'Amore    | Nathan Clarke              |
| 1997    | Jeffrey Hopkins     | Tim Zuhlke           | Alberto Loddo              |
| 1998    | Ben Kersten         | Yosvany Pol          | Jérôme Hubschwerlin        |
| 1999    | Ben Kersten         | Marco Brossa         | Jobie Dajka                |
| 2000    | Mark Renshaw        | Andriy Vynokurov     | Nikolo Marelli             |
| 2001    | Theo Bos            | Mathieu Mandard      | Christian Stahl            |
| 2002    | Wade Cosrove        | François Pervis      | Ahmed López                |
| 2003    | Filip Ditzel        | Didier Henriette     | Dominik Harzheim           |
| 2004    | Maximilian Levy     | Kan Don-jin          | David-Alexandre Cabrol     |
| 2005    | Maximilian Levy     | Kévin Sireau         | Scott Sunderland           |
| 2006    | Scott Sunderland    | Christian Lyte       | David Daniell              |
| 2007    | Thomas Palmer       | Edward Dawkins       | Daniel Rackwitz            |
| 2008    | Quentin Lafargue    | Thomas Palmer        | Scott Law                  |
| 2009    | Nikolay Zhurkin     | Loris Paoli          | Krzysztof Maksel           |
| 2010    | Bernard Esterhuizen | Julien Palma         | Maddison Hammond           |
| 2011    | Jaron Gardiner      | Benjamin Edelin      | Matthew Baranoski          |
| 2012    | Zachary Shaw        | Dylan Kennett        | Jakub Vyvoda               |
| 2013    | Maximilian Dörnbach | Alexander Dubchenko  | Zachary Shaw               |
| 2014    | Jiří Janošek        | Alexey Nosov         | Muhammad Fadhil Mohd Zonis |
| 2015    | Jiří Janošek        | Aleksandr Vasyukhno  | Cameron Scott              |
| 2016    | Stefan Ritter       | Bradly Knipe         | Na Jung-gyu                |
| 2017    | Pavel Perchuk       | Carl Hinze           | Jackson Ogle               |
| 2018    | Thomas Cornish      | Jakub Šťastný        | Anton Höhne                |
| 2019    | Tobias Buck-Gramcko | Daan Kool            | Matteo Bianchi             |
| 2021    | Grigorii Skorniakov | Willy Weinrich       | Kirill Kurdidi             |
| 2022    | Matěj Hytych        | Mattia Predomo       | Minato Nakaishi            |
| 2023    | Tayte Ryan          | Nolan Huysmans       | Ivan Samusev               |
| 2024    | Tayte Ryan          | Henry Hobbs          | Tomasz Łamaszewski         |

#### Keirin
| Édition | Or                   | Argent                                | Bronze               |
| ------- | -------------------- | ------------------------------------- | -------------------- |
| 2002    | Mark French          | Andy Lakatosh                         | Alexey Hamachev      |
| 2003    | Tsubasa Kitatsuru    | Daniel Thorsen                        | Mikhail Shikhalev    |
| 2004    | Désattribué          | Daniel Thorsen                        | Francesco Kanda      |
| 2005    | Chrístos Volikákis   | Rafal Poper                           | René Enders          |
| 2006    | Jason Kenny          | Ghislain Boiron                       | Nicolas Bourin       |
| 2007    | Christian Lyte       | David Daniell                         | Matteo Pelucchi      |
| 2008    | Charlie Conord       | Sotírios Brétas                       | Paul Fellows         |
| 2009    | Sam Webster          | Rino Gasparrini                       | Alexander Reinelt    |
| 2010    | Matthew Glaetzer     | Mauricio Quiroga                      | Matthew Baranoski    |
| 2011    | Julien Palma         | Nikita Shurshin                       | Ismael Verdugo       |
| 2012    | Jacob Schmid         | Emerson Harwood                       | Alexander Dubchenko  |
| 2013    | Sergey Gorlov        | Jaroslav Snášel                       | Alexander Dubchenko  |
| 2014    | Sergey Gorlov        | Benjamin Gil                          | Patryk Rajkowski     |
| 2015    | Derek Radzikiewicz   | Jiří Janošek                          | Moritz Meißner       |
| 2016    | Conor Rowley         | Martin Čechman                        | David Orgambide      |
| 2017    | Pavel Perchuk        | Daniel Rochna                         | James Brister        |
| 2018    | Jakub Šťastný        | Esow Alban                            | Andrey Chugay        |
| 2019    | Konstantínos Livanós | Sam Gallagher                         | Esow Alban           |
| 2021    | Nikita Kalachnik     | Jakub Malášek                         | David Shekelashvili  |
| 2022    | Mattia Predomo       | Francisco Jaramillo                   | Ayato Abe            |
| 2023    | Nikita Kiriltsev     | Francisco Jaramillo                   | Pete-Collin Flemming |
| 2024    | Fabio Del Medico     | Kanata Takahashi Daniyar Shayakhmetov |                      |

#### Vitesse individuelle
| Édition | Or                   | Argent               | Bronze              |
| ------- | -------------------- | -------------------- | ------------------- |
| 1975    | Ottavio Dazzan       | Gerhard Scheller     | Ralf-Guido Kuschy   |
| 1976    | Lutz Hesslich        | Ralf-Guido Kuschy    | Mario Pavirani      |
| 1977    | Lutz Hesslich        | Sergueï Kopylov      | Detlef Uibel        |
| 1978    | Sergueï Kopylov      | Michael Hotzan       | Frank Micke         |
| 1979    | Fredy Schmidtke      | Michel Cortinovis    | Stefaan De Craene   |
| 1980    | Maic Malchow         | Olaf Arndt           | El. Guilachvli      |
| 1981    | Olaf Arndt           | Patrizio Rampazzo    | Bruno Bannes        |
| 1982    | Nikolaï Kovch        | Bill Huck            | Maik Krannig        |
| 1983    | Takashi Seiko        | Nikolaï Kovch        | René Gullach        |
| 1984    | Michael Schulze      | Omar Mtchedlischwili | Jens Glücklich      |
| 1985    | Oleg Borzunov        | Heiko Rosen          | Kuraok Shintaro     |
| 1986    | Denis Lemyre         | Vladimir Sultanov    | Eyk Pokorny         |
| 1987    | Eyk Pokorny          | Tomas Tschage        | Federico Paris      |
| 1988    | Jens Fiedler         | Gianluca Capitano    | Oleg Lutshishin     |
| 1989    | Gianluca Capitano    | Jaroslav Jeřábek     | Eduard Gruner       |
| 1990    | Ainārs Ķiksis        | Pavel Buráň          | Roberto Chiappa     |
| 1991    | Roberto Chiappa      | Pavel Buráň          | Darryn Hill         |
| 1992    | Ivan Quaranta        | Serguei Bokhanisev   | Florian Rousseau    |
| 1993    | Michael Scheurer     | Irek Wlock           | Darren Harry        |
| 1994    | Julio César Herrera  | Carlo Bottarelli     | Toshiyuki Ono       |
| 1995    | René Wolff           | Julio César Herrera  | Leonardo Branchi    |
| 1996    | René Wolff           | Arnaud Tournant      | Leonardo Branchi    |
| 1997    | Tim Zuhlke           | Kane Selin           | Andrea Garavelli    |
| 1998    | Mickaël Quemener     | Arnaud Dublé         | Jérôme Hubschwerlin |
| 1999    | Jobie Dajka          | Marco Jäger          | Ben Kersten         |
| 2000    | Ryan Bayley          | Łukasz Kwiatkowski   | Andriy Vynokurov    |
| 2001    | Mark French          | Robert Gerhardt      | Mathieu Mandard     |
| 2002    | Mark French          | Michael Seidenbecher | François Pervis     |
| 2003    | Tsubasa Kitatsuru    | Grégory Baugé        | Sebastian Döhrer    |
| 2004    | Shane Perkins        | Michael Blatchford   | Maximilian Levy     |
| 2005    | Maximilian Levy      | Kévin Sireau         | Benjamin Wittmann   |
| 2006    | Jason Kenny          | Scott Sunderland     | Daniel Ellis        |
| 2007    | Thierry Jollet       | Christian Lyte       | Peter Mitchell      |
| 2008    | Quentin Lafargue     | Charlie Conord       | Thierry Jollet      |
| 2009    | Sam Webster          | Stefan Bötticher     | Cristian Tamayo     |
| 2010    | Matthew Glaetzer     | Stefan Bötticher     | Maddison Hammond    |
| 2011    | John Paul            | Julien Palma         | Max Niederlag       |
| 2012    | Jacob Schmid         | Emerson Harwood      | Zachary Shaw        |
| 2013    | Svajūnas Jonauskas   | Jeremy Presbury      | Vladislav Fedin     |
| 2014    | Park Jeone           | Sébastien Vigier     | Braeden Dean        |
| 2015    | Park Jeone           | Jiří Janošek         | Moritz Meißner      |
| 2016    | Bradly Knipe         | Conor Rowley         | Stefan Ritter       |
| 2017    | Rayan Helal          | Dmitrii Nesterov     | James Brister       |
| 2018    | Cezary Łączkowski    | Thomas Cornish       | Jakub Šťastný       |
| 2019    | Konstantínos Livanós | Esow Alban           | Daan Kool           |
| 2021    | Nikita Kalachnik     | Willy Weinrich       | Mattia Predomo      |
| 2022    | Mattia Predomo       | Ryan Elliott         | Luca Spiegel        |
| 2023    | Nikita Kiriltsev     | Tayte Ryan           | Cole Dempster       |
| 2024    | Tayte Ryan           | Norasetthada Bunma   | Choi Tae-ho         |

#### Vitesse par équipes
| Édition | Or                                                                                    | Argent                                                                    | Bronze                                                                               |
| ------- | ------------------------------------------------------------------------------------- | ------------------------------------------------------------------------- | ------------------------------------------------------------------------------------ |
| 1998    | France Mickaël Quemener Thomas Montano Arnaud Dublé                                   | Australie Jobie Dajka Joshua Rogash Ben Kersten                           | Italie Marco Brossa Marco Garzotto Mattia Vecchi                                     |
| 1999    | Australie Jobie Dajka Mark Renshaw Ben Kersten                                        | Italie Marco Brossa Nikolo Marelli Michele Benetti                        | Allemagne Marco Jäger Peter Clemen David Rohler                                      |
| 2000    | Australie Ryan Bayley Jason Niblett Mark Renshaw                                      | Russie Sergey Borisov Denis Terenen Nikolai Dmitriev                      | Italie Nikolo Marelli Giovanni Carini Mattia Trevisan                                |
| 2001    | Australie Mark French Kial Stewart Jason Niblett                                      | France Mathieu Mandard François Pervis Mickaël Murat                      | Allemagne Robert Gerhardt Michael Seidenbecher Sascha Hartelt                        |
| 2002    | France Mickaël Murat Grégory Baugé François Pervis                                    | Allemagne Michael Spiess Michael Seidenbecher Dominik Krones              | Tchéquie Filip Ditzel Jaroslav Flendr Daniel Lebl                                    |
| 2003    | Allemagne Sebastian Döhrer Dominik Harzheim Daniel Giese                              | Russie Anton Rudoy Denis Dmitriev Stoyan Vasev                            | Pologne Pawel Kosciecha Kamil Kuczynski Michal Tokarz                                |
| 2004    | Allemagne Benjamin Wittmann Robert Förstemann Maximilian Levy                         | Japon Yu Onishi Kazumichi Sugata Atsushi Shibasaki                        | Australie Shane Perkins Daniel Thorsen Corey Heath                                   |
| 2005    | Allemagne Maximilian Levy Benjamin Wittmann René Enders                               | France Kévin Sireau Alexandre Volant Michaël D'Almeida                    | Australie Daniel Ellis Jeremy Hogg Scott Sunderland                                  |
| 2006    | Grande-Bretagne Jason Kenny Christian Lyte David Daniell                              | Australie Byron Davis Scott Sunderland Daniel Ellis                       | Grèce Chrístos Volikákis Zafíris Volikákis Alexandros Floros                         |
| 2007    | Grande-Bretagne Peter Mitchell Christian Lyte David Daniell                           | France Charlie Conord Thierry Jollet Quentin Lafargue                     | Australie Byron Davis Jason Holloway Thomas Palmer                                   |
| 2008    | France Quentin Lafargue Thierry Jollet Charlie Conord                                 | Australie Scott Law Peter Lewis Ben Sanders                               | Pologne Grzegorz Drejgier Karol Kasprzyk Rafał Sarnecki                              |
| 2009    | Nouvelle-Zélande Cameron Karwowski Ethan Mitchell Sam Webster                         | Allemagne Eric Engler Erik Balzer Stefan Bötticher                        | Pologne Paweł Laskowski Kacper Lesniak Krzysztof Maksel                              |
| 2010    | France Kévin Guillot Benjamin Edelin Julien Palma                                     | Australie Matthew Glaetzer Jamie Green Maddison Hammond                   | Allemagne Stefan Bötticher Philip Hindes Robert Kanter                               |
| 2011    | Allemagne Pascal Ackermann Benjamin König Max Niederlag                               | France Benjamin Edelin Anthony Jacques Julien Palma                       | Russie Viktor Nenastin Aleksander Sharapov Nikita Shurshin                           |
| 2012    | Russie Alexander Dubchenko Vladislav Fedin Alexander Sharapov                         | Australie Emerson Harwood Jacob Schmid Zachary Shaw                       | Mexique Emmanuel Mejia Oliver Valenzuela Edgar Verdugo                               |
| 2013    | Australie Jai Angsuthasawit Patrick Constable Alexander Radzikiewicz                  | Russie Sergey Gorlov Alexander Dubchenko Vladislav Fedin                  | Allemagne Maximilian Dörnbach Jan May Patryk Rahn                                    |
| 2014    | Russie Sergey Gorlov Alexey Nosov Sergey Tabolin                                      | Corée du Sud Jung Jeahee Seok Hyeyun Son Seongjin                         | Pologne Marcin Czyszczewski Michał Lewandowski Patryk Rajkowski                      |
| 2015    | Russie Sergey Isaev Alexey Nosov Aleksandr Vasyukhno                                  | Australie Cameron Scott Conor Rowley Derek Radzikiewicz                   | Pologne Mateusz Milek Michał Lewandowski Marcin Czyszczewski                         |
| 2016    | Russie Mikhaïl Dmitriev Pavel Rostov Dmitry Nesterov                                  | Australie Cameron Scott Conor Rowley Harrison Lodge                       | Allemagne Nik Schröter Carl Hinze Felix Zschocke                                     |
| 2017    | Russie Daniil Komkov Dmitrii Nesterov Pavel Rostov                                    | Allemagne Timo Bichler Elias Edbauer Carl Hinze                           | Grande-Bretagne Alistair Fielding Hamish Turnbull Lewis Stewart                      |
| 2018    | France Florian Grengbo Vincent Yon Titouan Renvoisé                                   | Pologne Oskar Filipczak Bartosz Kucharski Cezary Łączkowski               | Russie Daniil Komkov Ivan Gladyshev Danila Burlakov Mikhail Smagin                   |
| 2019    | Inde Rojit Singh Yanglem Esow Alban Ronaldo Singh Laitonjam Jemsh Singh Keithellakpam | Australie John Trovas Carlos Carisimo Sam Gallagher                       | Grande-Bretagne James Bunting Matti Egglestone Rhys Thomas                           |
| 2021    | Russie Bogdan Medenets David Shekelashvili Nikita Kalachnik Alexander Popov           | Allemagne Luca Spiegel Paul Groß Willy Weinrich Max-David Briese          | Pologne Tomasz Grzesiak Marcin Marciniak Mateusz Przymusinski Radoslaw Laskowski     |
| 2022    | Australie Dylan Stanton Maxwell Liebeknecht Ryan Elliott                              | Allemagne Luca Spiegel Danny Werner Pete-Collin Flemming Torben Osterheld | Nouvelle-Zélande Liam Cavanagh Jaxson Russell Luke Blackwood                         |
| 2023    | Allemagne Pete-Collin Flemming Colin Rudolph Jakob Vogt Niklas Holfeld                | Chine Huang Ruiting Sun Haoran Xie Han                                    | Belgique Nolan Huysmans Tjorven Mertens Yeno Vingerhoets                             |
| 2024    | Tchéquie- Kryštof Friedl - Jan Pořízek - David Peterka                                | Chine- Li Ruyi - Feng Yusheng - Sun Haoran - Jing Zhen                    | Corée du Sud- Jung Jae-Ho - Choi Tae-Ho - Jeong Suck-woo - Lee Woo-ju                |
| 2025    | Grande-Bretagne- Archie Gill - Ioan Hepburn - Kristian Larigo - Charlie Holt          | Corée du Sud- Choi Tae-ho - Jung Jae-ho - Kim Min-seong - Jeon Woo-ju     | Allemagne- Maurice Steckel - Benjamin Bock - Leonidas Rekowski - Finn-Liam Petterson |

#### Poursuite individuelle
| Édition | Or                     | Argent                 | Bronze                |
| ------- | ---------------------- | ---------------------- | --------------------- |
| 1975    | Robert Dill-Bundi      | José Palma             | Igor Pelipenko        |
| 1976    | Robert Dill-Bundi      | Gerald Mortag          | Michael Richards      |
| 1977    | Hans-Joachim Pohl      | Thomas Schnelle        | Viatcheslav Soumarkov |
| 1978    | Axel Grosser           | Viktor Manakov         | Thomas Schnelle       |
| 1979    | Gadis Lapinch          | Greg LeMond            | Philippe Chevallier   |
| 1980    | Dainis Liepiņš         | Mario Kummer           | Uwe Tromer            |
| 1981    | Reinhard Alber         | Marat Ganeïev          | Martin Palis          |
| 1982    | Carsten Wolf           | Marat Ganeïev          | Reinhard Alber        |
| 1983    | Dean Woods             | Mikhail Svechnikov     | Roy Knickman          |
| 1984    | Dean Woods             | Viatcheslav Ekimov     | Mikhail Svechnikov    |
| 1985    | Artūras Kasputis       | Robert Waller          | Gary Anderson         |
| 1986    | Sergeï Vodopianov      | Gianluca Bortolami     | David Solari          |
| 1987    | Evgueny Anachkine      | Marcel Beumer          | Michael Rich          |
| 1988    | Dmitri Nelyubin        | Evgueny Anachkine      | Nathan Page           |
| 1989    | Dmitri Nelyubin        | Vasyl Yakovlev         | Servais Knaven        |
| 1990    | Vasyl Yakovlev         | Jonathan Garrido       | Konstantin Gorbatchev |
| 1991    | Roman Saprykhine       | Anthon Vermaerke       | George Hincapie       |
| 1992    | Roman Saprykhine       | Alexander Simonenko    | Bogdan Bondariew      |
| 1993    | Bradley McGee          | Cristian Bianchini     | Thorsten Rund         |
| 1994    | Bradley McGee          | Thorsten Rund          | Luke Roberts          |
| 1995    | Luke Roberts           | Matthew Meaney         | Daniel Becke          |
| 1996    | Matthew Meaney         | Daniel Becke           | Timothy Lyons         |
| 1997    | Marco Hesselschwerdt   | Michael Rogers         | Christian Bach        |
| 1998    | Bradley Wiggins        | Daniel Palicki         | Thue Houlberg Hansen  |
| 1999    | Andrew Mason           | Nicholas Graham-Dawson | Daniel Schlegel       |
| 2000    | Volodymyr Dyudya       | Tomas Vaitkus          | Alexander Serov       |
| 2001    | Christoph Meschenmoser | Volodymyr Dyudya       | Sven Krauss           |
| 2002    | Mark Jamieson          | Mikhail Ignatiev       | Serguei Ulakov        |
| 2003    | Alexander Khatuntsev   | Michael Ford           | Chris Pascoe          |
| 2004    | Michael Ford           | Sascha Damrow          | Patrick Gretsch       |
| 2005    | Andrew Tennant         | Sam Bewley             | Ivan Rovny            |
| 2006    | Cameron Meyer          | Westley Gough          | Jesse Sergent         |
| 2007    | Travis Meyer           | Ievgueni Kovalev       | Leigh Howard          |
| 2008    | Taylor Phinney         | Rohan Dennis           | Jason Christie        |
| 2009    | Michael Hepburn        | Konstantin Kuperasov   | Ivan Savitskiy        |
| 2010    | Lasse Norman Hansen    | Dale Parker            | Viktor Manakov        |
| 2011    | Park Sang-hoon         | Moritz Schaffner       | Jackson Law           |
| 2012    | Tom Bohli              | Dylan Kennett          | Alexander Morgan      |
| 2013    | Zachary Shaw           | Callum Scotson         | Pavel Chursin         |
| 2014    | Ivo Oliveira           | Regan Gough            | Daniel Fitter         |
| 2015    | Leo Appelt             | Daniel Staniszewski    | Kelland O'Brien       |
| 2016    | Stefan Bissegger       | Rasmus Pedersen        | Bastian Flicke        |
| 2017    | Johan Price-Pejtersen  | Xeno Young             | Lev Gonov             |
| 2018    | Lev Gonov              | Ethan Vernon           | Gleb Syritsa          |
| 2019    | Tobias Buck-Gramcko    | Nicolas Heinrich       | Tristan Jussaume      |
| 2021    | Samuele Bonetto        | Jasper Schröder        | Andrea Violato        |
| 2022    | Carson Mattern         | Theodor Storm          | Ben Felix Jochum      |
| 2023    | Matthew Brennan        | Luca Giaimi            | Vladimir Goncharov    |
| 2024    | Henry Hobbs            | Wil Holmes             | Alessio Magagnotti    |

#### Poursuite par équipes
| Édition | Or                                                                                               | Argent                                                                              | Bronze                                                                                           |
| ------- | ------------------------------------------------------------------------------------------------ | ----------------------------------------------------------------------------------- | ------------------------------------------------------------------------------------------------ |
| 1975    | Union soviétique Igor Pelipenko Sergei Blocin Viatcheslav Kouchti Evgeni Jelisarov               | Allemagne de l'Est Martin Hertel Jürgen Lippold Hans-Joachim Meisch Gerald Mortag   | Italie Nazareno Berto Cesare Cipollini Giuseppe Frosi Dante Morandi                              |
| 1976    | Allemagne de l'Est Gerald Mortag Detlef Macha Jürgen Lippold Olaf Hill                           | Italie Silvestro Milani Roberto Bonanzi Dante Morandi Domenico Pellegrino           | Union soviétique Nikolaï Makarov Nikolai Seduro Peter Tchevardov Valeri Uraev                    |
| 1977    | Allemagne de l'Est Thomas Schnelle Hans-Joachim Pohl Robby Gerlach Jürgen Kummer                 | Allemagne de l'Ouest Christian Goldschagg Ralf Wicke Markus Intra Bodo Zehner       | Union soviétique Vlatcheslav Soumarokov Alexandre Krasnov Alexandre Moustavine Viktor Manakov    |
| 1978    | Union soviétique Alexandre Krasnov Nikolai Kuznetsov Viktor Manakov Ivan Mitchenko               | Allemagne de l'Ouest Frank Enger Markus Intra Michael Maue Peter Stalla             | Allemagne de l'Est Bernd Dittert Michael Koller Axel Grosser Thomas Schnelle                     |
| 1979    | Union soviétique Gadis Liepinsch Dainis Liepiņš Vladimir Baluk Yuri Petrov                       | France Daniel Pandelé Philippe Chevallier Jean-François Dury François Jurain        | Allemagne de l'Ouest Fredy Schmidtke Andreas Suckert Günther Kobek Gerhard Strittmatter          |
| 1980    | Union soviétique Andris Lotsmelis Dainis Liepiņš Martin Palis Sergei Agupov                      | Allemagne de l'Est Mario Kummer Frank Kuhn Uwe Tromer Gerald Buder                  | Grande-Bretagne Pierce Hewitt Gary Sadler Darryl Webster Anthony Mayer                           |
| 1981    | Union soviétique Dainis Grantinch Martin Palis Marat Ganeïev Yuri Kasakov                        | Allemagne de l'Est Frank Siggelkowe Carsten Wolf Steven Planitzer Thomas Raddatz    | France Pascal Carrara Bruno Wojtinek Christian Noiret Dominique Lecrocq                          |
| 1982    | Union soviétique Vladimir Diatchenko Vassili Schpundov Armand Freymanis Valeri Grinskovski       | Allemagne de l'Est Carsten Wolf Thomas Raddatz Siegurt Müller Eike Backhaus         | Danemark Lars Otto Olsen Peter Clausen Jørgen Falkbøll Kenneth Røpke                             |
| 1983    | Danemark Kenneth Røpke Mark Kubach Lars Otto Olsen Klaus Kynde                                   | États-Unis Tim Hinz Craig Alan Schommer Roy Knickman Kit Kyle                       | Italie Walter Zini Gianni Bortolazzo Stefano Boschini Orlando Gordini                            |
| 1984    | Union soviétique Viatcheslav Ekimov Evgeni Murin Mikhail Svechnikov Dimitri Denkov               | Allemagne de l'Est Frank Egner Volker Kirn Michael Kotter Siegurt Müller            | Danemark Klaus Kynde Johnny Franck Kenneth Lyngholm Torben Steen Jakobsen                        |
| 1985    | Allemagne de l'Est Thomas Liese Steffen Blochwitz Uwe Preissler Michaël Bock                     | Italie Fabio Ragazzi Fabio Ragazzi Angelo Denti Fabio Baldato                       | Union soviétique Aleksandr Klaus Artūras Kasputis Aleksandr Tolkatchev Anatoly Veselov           |
| 1986    | Union soviétique Sergeï Vodopianov Remigius Lupeikis Aida Klimavitschus Dragos Tschivinski       | Allemagne de l'Est Dirk Vogel Jorg Pawelczyk Andreas Bach Thomas Liese              | Italie Gianluca Bortolami David Solari Fabio Baldato Endrio Leoni                                |
| 1987    | Union soviétique Vadim Kravchenko Mikhail Orlov Dimitri Zhdanov Valeri Butaro                    | Italie Giovanni Lombardi Gianluca Gorini Andrea Colinelli Ivan Beltrami             | Allemagne de l'Est Guido Fulst Jorg Pawelczyk Frank Demel Jurgen Weber                           |
| 1988    | Union soviétique Dmitri Nelyubin Alexander Gontchenkov Valeri Butaro Evgueny Anachkine           | Australie Darren Winter Nathan Page Mark Kingsland David Bink                       | Allemagne de l'Est Guido Fulst Jürgen Werner Ingo Claus Matthias Friedel                         |
| 1989    | Union soviétique Dmitri Nelyubin Oleg Klevtsov Sergeï Beloskalenko Oleg Pletnikov                | Australie Simon Lalder Brett Aitken David Bink Nathan Page                          | Allemagne de l'Est Jan Küchnert Andreas Neumann Jan Norden Heiko Rüchel                          |
| 1990    | Union soviétique Alexandre Erochenko Oleg Bakhmetiev Vladimir Krivonose Serguei Golovko          | Allemagne de l'Est Mark Kreuscher Oliver Carl Sven Landwehrkamp Olaf Pollack        | Australie Stuart O'Grady Damian McDonald Matthew Gilmore Tim O'Shannessey                        |
| 1991    | Union soviétique Nikolai Kuznetsov Roman Saprykhine Alexander Ivankin Anton Chantyr              | Allemagne Jörg Wohllaub Danilo Hondo Olaf Pollack Sascha Henrix                     | Australie Stuart O'Grady Rodney McGee Henk Vogels Leigh Bryan                                    |
| 1992    | Russie Roman Saprykhine Anton Chantyr Igor Soloviev Alexei Bjakov                                | Allemagne Marc Obermann Rüdiger Knispel Markus Köcknitz Danilo Hondo                | Australie Matthew White Bernard Panton Rodney McGee Nathan O'Neill                               |
| 1993    | Allemagne Ronny Lauke Dirk Ronellenfitsch Thorsten Rund Holger Roth                              | Tchécoslovaquie Ondřej Sosenka Jozef Zabka Jakub Sara Pavel Boudny                  | Nouvelle-Zélande Eamonn Gilbert Lee Maxwell Vertongen Julian Dean Brent Johnson                  |
| 1994    | Australie Bradley McGee Ian Christison Grigg Homan Luke Roberts                                  | Allemagne Heiko Szonn Ronny Lauke Lutz Birkenkamp Michael Werner                    | Italie Maurizio Semprini Massimo Ferraretto Alessandro Rota Vicenzo Monterosso                   |
| 1995    | Australie Ian Christison Timothy Lyons Matthew Meaney Luke Roberts                               | Allemagne Stephan Schreck Torsten Nitsche Klaus Mutschler Daniel Becke              | Tchéquie Martin Bláha Petr Klasa Patrik Pech Josef Doutnac                                       |
| 1996    | Australie Timothy Lyons Matthew Sparnon Luke Kuss Matthew Meaney                                 | Allemagne Stephan Schreck Sebastian Siedler Daniel Becke Robert Kaiser              | Italie Cristian Pepoli Moreno Pizzocri Alex Dal Cortile Matteo Cacco                             |
| 1997    | Australie Graeme Brown Scott Davis Brett Lancaster Michael Rogers                                | Allemagne Robert Kaiser Marco Hesselschwerdt Eric Baumann Christian Bach            | Italie Manuel Quinziato Ivan Ravaioli Luca Barazzutti Francesco Colavito                         |
| 1998    | Allemagne Daniel Palicki Marc Altmann Daniel Schlegel Mark Schneider                             | Italie Filippo Pozzato Angelo Ciccone Paolo Menaspà Giordano Colombini              | Tchéquie Libor Hlavac Josef Kankovsky Stanislav Kozubek Michael Moureceki                        |
| 1999    | Australie Andrew Mason Peter Dawson Kieran Cameron Nicholas Graham-Dawson                        | Allemagne Marc Altmann Markus Fothen Daniel Schlegel Christian Müller               | Italie Maurizio Biondo Filippo Pozzato Fabio Lovato Luca Capuzzo                                 |
| 2000    | Lituanie Tomas Vaitkus Simas Raguockas Vytautas Kaupas Sergejus Apionkinas                       | France William Bonnet Romain Genter Nicolas Rousseau Grégory Bernard                | Russie Nikita Eskov Pavel Brutt Alexander Serov Almaz Baigoujine                                 |
| 2001    | France Aurélien Mingot Sébastien Gréau Kevin Gouellain Fabien Sanchez                            | Allemagne Christoph Meschenmoser Karl-Christian König Henning Bommel Robert Bengsch | Russie Alexey Shmidt Ilya Krestianinov Roman Paramonov Alexei Tchounossov                        |
| 2002    | Russie Ilya Krestianinov Alexander Khatuntsev Serguei Ulakov Mikhail Ignatiev                    | Australie Mark Jamieson Sean Finning Nicholas Sanderson Christopher Sutton          | Tchéquie Petr Lechner Richard Ondryas David Studnicka Lubor Kosicka                              |
| 2003    | Russie Mikhail Ignatiev Nikolai Trussov Anton Mindlin Kirill Demura                              | Allemagne Frank Schulz Stefan Schäfer Sascha Damrow Christian Kux                   | Australie Michael Ford Chris Pascoe Sean Finning Andrew Wyper                                    |
| 2004    | Australie Miles Olman Michael Ford Matthew Goss Simon Clarke                                     | Allemagne Matthias Hahn Stefan Schäfer Patrick Gretsch Sascha Damrow                | Russie Andrey Klyuev Sergey Kolesnikov Ivan Kovalev Alexei Bayer                                 |
| 2005    | Nouvelle-Zélande Sam Bewley Darren Shea Westley Gough Jesse Sergent                              | Royaume-Uni Ross Sander Andrew Tennant Steven Burke Ian Stannard                    | Australie Zakkari Dempster Cameron Meyer Mitchell Pearson Matthew Pettit                         |
| 2006    | Australie Cameron Meyer Travis Meyer Jack Bobridge Leigh Howard                                  | Nouvelle-Zélande Jesse Sergent Shem Rodger Westley Gough Shane Archbold             | Royaume-Uni Jonathan Bellis Steven Burke Alex Dowsett Peter Kennaugh                             |
| 2007    | Australie Leigh Howard Travis Meyer Jack Bobridge Glenn O'Shea                                   | Russie Ievgueni Kovalev Kirill Baranov Nikita Novikov Alexander Petrovskiy          | Italie Giacomo Nizzolo Paolo Locatelli Elia Viviani Luca Pirini                                  |
| 2008    | Australie Luke Davison Rohan Dennis Luke Durbridge Thomas Palmer                                 | Russie Konstantin Kuperasov Artur Ershov Viktor Shmalko Matvey Zubov                | Nouvelle-Zélande Jason Christie Ruaraidh McLeod Aaron Gate Michael Vink                          |
| 2009    | Russie Konstantin Kuperasov Viktor Manakov Ivan Savitskiy Matvey Zubov                           | Australie Michael Hepburn Luke Durbridge Peter Loft Dale Parker                     | Allemagne Nikias Arndt Lucas Liss Christopher Muche Kersten Thiele                               |
| 2010    | Australie Jackson Law Edward Bissaker Jordan Kerby Mitchell Lovelock-Fay                         | Royaume-Uni Samuel Harrison Owain Doull Daniel McLay Simon Yates                    | Allemagne Lucas Liss Maximilian Beyer Christopher Muche Kersten Thiele                           |
| 2011    | Australie Jack Cummings Alexander Edmondson Jackson Law Alexander Morgan                         | Russie Roman Ivlev Alexey Ryabkin Andrey Sazanov Evgeny Zateshilov                  | Nouvelle-Zélande Scott Creighton Alex Frame Fraser Gough Dylan Kennett                           |
| 2012    | Australie Jack Cummings Evan Hull Alexander Morgan Miles Scotson                                 | Nouvelle-Zélande Liam Aitcheson Dylan Kennett Hayden McCormick Hamish Schreurs      | Russie Alexey Kurbatov Andrey Sazanov Dmitri Strakhov Aydar Zakarin                              |
| 2013    | Australie Jack Edwards Joshua Harrison Callum Scotson Sam Welsford                               | Nouvelle-Zélande Liam Aitcheson Regan Gough Joshua Haggerty Connor Stead            | Russie Timur Gizzatullin Sergei Mosin Andrey Prostokishin Dmitri Strakhov                        |
| 2014    | Australie Alexander Porter Daniel Fitter Callum Scotson Sam Welsford                             | Colombie Jaime Restrepo Wilmar Paredes Julián Cardona Javier Ignacio Montoya        | Nouvelle-Zélande Regan Gough Nick Kergozou Luke Mudgway Jack Ford                                |
| 2015    | Australie Rohan Wight Alex Rendell Kelland O'Brien James Robinson                                | Suisse Reto Müller Stefan Bissegger Robin Froidevaux Gino Mäder                     | Russie Sergey Rostovtsev Dmitrii Markov Maksim Piskunov Maksim Sukhov                            |
| 2016    | Nouvelle-Zélande Campbell Stewart Jared Gray Thomas Sexton Connor Brown                          | Danemark Rasmus Pedersen Mathias Larsen Julius Johansen Kristian Kaimer             | Grande-Bretagne Matthew Walls Reece Wood Ethan Hayter Rhys Britton                               |
| 2017    | Russie Lev Gonov Gleb Syritsa Ivan Smirnov Dmitry Mukhomediarov                                  | Danemark Johan Price-Pejtersen Mathias Larsen Julius Johansen Oliver Wulff          | Nouvelle-Zélande Joshua Scott Corbin Strong Aaron Wyllie Harry Waine                             |
| 2018    | Nouvelle-Zélande Corbin Strong George Jackson Finn Fisher-Black Bailey O'Donnell                 | France Donavan Grondin Nicolas Hamon Florian Pardon Kévin Vauquelin Louis Brulé     | Australie Blake Quick Lucas Plapp Matthew Rice Luke Wight                                        |
| 2019    | Allemagne Hannes Wilksch Tobias Buck-Gramcko Nicolas Heinrich Pierre-Pascal Keup Moritz Kretschy | France Kévin Vauquelin Antonin Corvaisier Clément Petit Florian Pardon              | Russie Ivan Novolodskii Vlas Shichkin Ilia Schegolkov Egor Igoshev                               |
| 2021    | Allemagne Benjamin Boos Luis-Joe Lührs Ben Felix Jochum Jasper Schröder Nicolas Zippan           | Italie Bryan Olivo Andrea Violato Lino Colosio Alessio Delle Vedove Samuele Mion    | Russie Daniil Zarakovskiy Grigorii Skorniakov Mikhail Postarnak Mark Kryuchkov Dmitrii Dolzhikov |
| 2022    | Italie Renato Favero Alessio Delle Vedove Luca Giaimi Matteo Fiorin Andrea Raccagni Noviero      | Allemagne Tobias Müller Ben Felix Jochum Bruno Keßler Jasper Schröder Leon Arenz    | Nouvelle-Zélande Kyle Aitken Lewis Johnston Joel Douglas Oliver Watson-Palmer Edward Pawson      |
| 2023    | Italie Renato Favero Matteo Fiorin Etienne Grimod Juan David Sierra Luca Giaimi                  | Allemagne Leon Arenz Lui Bengelsdorf Louis Gentzik Bruno Keßler Paul-Felix Petry    | Canada Charles Bergeron Kaden Colling Ethan Powell Justin Roy Albert Taylor                      |
| 2024    | Italie- Davide Stella - Ares Costa - Christian Fantini - Alessio Magagnotti - Eros Sporzon       | France- Ellande Larronde - Lucas Menanteau - Léo Busson - Camille Charret           | Grande-Bretagne- Sam Fisher - William Salter - Henry Hobbs - Finlay Tarling                      |

#### Course aux points
| Édition | Or                   | Argent              | Bronze                   |
| ------- | -------------------- | ------------------- | ------------------------ |
| 1975    | Henry Rinklin        | Miodrag Marinković  | Eddy Torfs               |
| 1976    | Rüdiger Leitlof      | Jens Schrøder       | Paolo Torresan           |
| 1977    | Miroslav Junec       | Rüdiger Leitlof     | Allan Peiper             |
| 1978    | Kenny De Maerteleire | Allan Peiper        | Michael Marx             |
| 1979    | Teun van Vliet       | Nikolay Trusov      | Jean-François Chaurin    |
| 1980    | Uwe Messerschmidt    | Matthias Lange      | José Youshimatz          |
| 1981    | Fabio Lana           | Matthias Lange      | Kenneth Bering           |
| 1982    | Mauro Ribeiro        | Philippe Grivel     | Keun Heng Cho            |
| 1983    | Andreas Kappes       | Dean Woods          | Robert Muzio             |
| 1984    | Viatcheslav Ekimov   | Johan Devos         | P. Lucchini              |
| 1985    | Robert Waller        | Peter Naessens      | Louis de Koning          |
| 1986    | Stefan Steinweg      | R. Nielsen          | Roxan Vandervelde        |
| 1987    | Marcel Beumer        | Stefan Steinweg     | Evgueny Anachkine        |
| 1988    | Andreas Beikirch     | Claudio Camin       | Dobrin Vasilev           |
| 1989    | Patrick Vetsch       | Mojmir Andrys       | Brett Aitken             |
| 1990    | Alexander Zaitsev    | Léon van Bon        | Holger Schardt           |
| 1991    | Alexander Ivankin    | Danilo Hondo        | Markus Zberg             |
| 1992    | Bernard Panton       | Alexander Simonenko | Mirko Mariani            |
| 1993    | Thorsten Rund        | Mauro Trentini      | Bradley McGee            |
| 1994    | Marlon Pérez         | Tim De Peuter       | Ronny Lauke              |
| 1995    | Cristian León        | René Saenz          | Torsten Nitsche          |
| 1996    | Vladislav Borisov    | Matthew Meaney      | Oscar Carmona            |
| 1997    | Michael Rogers       | Libor Hlavac        | Morten Voss Christiansen |
| 1998    | Sergueï Klimov       | Jens Mouris         | Emmanuel Bertoldi        |
| 1999    | Viktor Rapinski      | Devid Garbelli      | Tomas Vaitkus            |
| 2000    | Davide Tortella      | Peter Dawson        | Yevgeniy Yakovlev        |
| 2001    | Nikita Eskov         | Jos Pronk           | Aaron Kemps              |
| 2002    | Mikhail Ignatiev     | Vitaliy Kondrut     | Gideon de Jong           |
| 2003    | Miles Olman          | Mickaël Delage      | Dmytro Grabovskyy        |
| 2004    | Marcel Barth         | Miles Olman         | Jérémy Besson            |
| 2005    | Egidijus Jursys      | Michel Kreder       | Roman Maximov            |
| 2006    | Oleksandr Martynenko | Jonathan Bellis     | Travis Meyer             |
| 2007    | Nikita Novikov       | Bouke Kuiper        | Jason Christie           |
| 2008    | Tosh Van der Sande   | Cristóbal Olavarría | Luke Durbridge           |
| 2009    | Sebastian Lander     | Yu Motusana         | Matvey Zubov             |
| 2010    | Jordan Kerby         | Stéphane Lemoine    | Kirill Sveshnikov        |
| 2011    | Domenic Weinstein    | Mher Mkrtchyan      | Alex Frame               |
| 2012    | Leung Chun Wing      | Aydar Zakarin       | Cristian Cornejo         |
| 2013    | Benjamin Thomas      | Liam Aitcheson      | Ivo Oliveira             |
| 2014    | Regan Gough          | Nikolai Ilichev     | Edgar Stepanyan          |
| 2015    | Shunsuke Imamura     | Edgar Stepanyan     | Gerben Thijssen          |
| 2016    | Szymon Krawczyk      | Matthew Walls       | Li Wen-chao              |
| 2017    | Oleg Kanaka          | Iván Gerasimov      | JB Murphy                |
| 2018    | Lucas Plapp          | Filip Prokopyszyn   | Robin Juel Skivild       |
| 2019    | Vlas Shichkin        | Kévin Vauquelin     | Raúl Garcia Pierna       |
| 2021    | Dylan Bibic          | Radovan Štec        | Mikhail Postarnak        |
| 2022    | Bruno Keßler         | Dario Igor Belletta | Valentyn Kabashnyi       |
| 2023    | Ethan Powell         | Juan David Sierra   | Daniil Kazakov           |
| 2024    | Nicolas Aernouts     | Lucca Marques       | Finlay Tarling           |

#### Américaine
| Édition | Or                                           | Argent                                          | Bronze                                            |
| ------- | -------------------------------------------- | ----------------------------------------------- | ------------------------------------------------- |
| 2002    | France Tom Thiblier Matthieu Ladagnous       | Australie Jonathan Clarke Christopher Sutton    | Allemagne Florian Piper Sebastian Frey            |
| 2003    | Russie Mikhail Ignatiev Nikolai Trussov      | Allemagne Marcel Barth Leonardo Pappalardo      | Pays-Bas Niels Pieters Wim Stroetinga             |
| 2004    | Australie Miles Olman Matthew Goss           | Belgique Tim Mertens Tim Roels                  | France Jérémy Besson Tuanua Zahn                  |
| 2005    | Russie Alexey Shiryaev Andrey Klyuev         | Allemagne Marcel Kalz Norman Dimde              | Australie Cameron Meyer Mitchell Pearson          |
| 2006    | Australie Cameron Meyer Travis Meyer         | Pays-Bas Pim Ligthart Jeff Vermeulen            | Italie Fabrizio Braggion Elia Viviani             |
| 2007    | Russie Alexander Petrovskiy Ievgueni Kovalev | Australie Leigh Howard Glenn O'Shea             | Colombie Edwin Ávila Jaime Ramírez                |
| 2008    | Australie Thomas Palmer Luke Davison         | Belgique Tosh Van der Sande Gijs Van Hoecke     | Suisse Silvan Dillier Claudio Imhof               |
| 2009    | Australie Alex Carver Luke Durbridge         | Belgique Jochen Deweer Gijs Van Hoecke          | Danemark Christian Kreutzfeldt Sebastian Lander   |
| 2010    | Royaume-Uni Simon Yates Daniel McLay         | Russie Roman Ivlev Kirill Sveshnikov            | France Stéphane Lemoine Yoän Vérardo              |
| 2011    | Australie Alexander Edmondson Jackson Law    | Nouvelle-Zélande Alex Frame Fraser Gough        | Espagne Julio Amores José Romero Alonso           |
| 2012    | Colombie Fernando Gaviria Jordan Parra       | Belgique Jonas Rickaert Otto Vergaerde          | Nouvelle-Zélande Dylan Kennett Hayden McCormick   |
| 2013    | Danemark Mathias Krigbaum Jonas Poulsen      | Nouvelle-Zélande Liam Aitcheson Regan Gough     | Australie Joshua Harrison Sam Welsford            |
| 2014    | Nouvelle-Zélande Regan Gough Luke Mudgway    | Allemagne Marc Jurczyk Manuel Porzner           | Portugal Ivo Oliveira Rui Oliveira                |
| 2015    | Australie Rohan Wight Kelland O'Brien        | Russie Dmitrii Markov Maksim Piskunov           | Italie Imerio Cima Carloalberto Giordani          |
| 2016    | Suisse Marc Hirschi Reto Müller              | Nouvelle-Zélande Campbell Stewart Thomas Sexton | Australie Kelland O'Brien Cameron Scott           |
| 2017    | Danemark Mathias Larsen Julius Johansen      | Russie Lev Gonov Gleb Syritsa                   | Australie Isaac Buckell Godfrey Slattery          |
| 2018    | Australie Blake Quick Lucas Plapp            | Russie Lev Gonov Gleb Syritsa                   | Danemark Oliver Wulff Frederiksen Matias Malmberg |
| 2019    | Nouvelle-Zélande Laurence Pithie Kiaan Watts | Allemagne Tim Torn Teutenberg Hannes Wilksch    | France Clément Petit Kévin Vauquelin              |
| 2021    | Russie Daniil Valgonen Grigorii Skorniakov   | Tchéquie Radovan Štec Matyáš Koblížek           | Canada Dylan Bibic Carson Mattern                 |
| 2022    | Tchéquie Milan Kladec Radovan Štec           | Ukraine Valentyn Kabashnyi Daniil Yakovlev      | Allemagne Bruno Keßler Jasper Schröder            |
| 2023    | Grande-Bretagne Matthew Brennan Ben Wiggins  | Belgique Tom Crabbe Milan Van Den Haute         | Italie Matteo Fiorin Juan David Sierra            |
| 2024    | Belgique Nolan Huysmans Matijs Van Strijthem | Italie Davide Stella Eros Sporzon               | Grande-Bretagne William Salter Finlay Tarling     |

#### Scratch
| Édition | Or                    | Argent              | Bronze              |
| ------- | --------------------- | ------------------- | ------------------- |
| 2002    | Wim Stroetinga        | Sebastian Frey      | Alex Rasmussen      |
| 2003    | Sébastien Desplanques | Kamil Kuczynski     | Daniel Thorsen      |
| 2004    | Geraint Thomas        | Luis Mansilla       | Alexandr Pliuschin  |
| 2005    | Philipp Klein         | Oleksandr Polivoda  | Loïc Perizzolo      |
| 2006    | Peter Kennaugh        | Morgan Lamoisson    | Vasileios Galanis   |
| 2007    | Travis Meyer          | Piotr Kasperkiewicz | Ángel Pulgar        |
| 2008    | Michael Vingerling    | Carlos Linares      | Alexander Caselles  |
| 2009    | Dario Sonda           | Matias Greve        | Adiq Othman         |
| 2010    | Pavel Karpenkov       | Bryan Coquard       | Didier Caspers      |
| 2011    | František Sisr        | Mher Mkrtchyan      | Ioánnis Spanópoulos |
| 2012    | Anton Muzychkin       | Jordan Parra        | Robert Gaineyev     |
| 2013    | Manuel Porzner        | Joshua Haggerty     | Cristian Cornejo    |
| 2014    | Sergey Rostovtsev     | Mathias Linderod    | Rui Oliveira        |
| 2015    | Campbell Stewart      | Yuttana Mano        | Denis Nekrasov      |
| 2016    | Batsaikhan Teshbayar  | Daniel Babor        | Moreno Marchetti    |
| 2017    | Daniel Babor          | Filip Prokopyszyn   | Iván Ruiz           |
| 2018    | Park Joo-young        | Filip Prokopyszyn   | Samuel Thibaud      |
| 2019    | Benjamin Hertz        | Anderson Arboleda   | Jacob Decar         |
| 2021    | Carson Mattern        | Pascal Tappeiner    | Lorenzo Ursella     |
| 2022    | Dominik Ratajczak     | Daniil Yakovlev     | Žak Eržen           |
| 2023    | Ruslan Kuznetsov      | Matthew Brennan     | Conrad Haugsted     |
| 2024    | Lucas Menanteau       | Heimo Fugger        | Nejc Peterlin       |

#### Omnium
| Édition | Or                   | Argent               | Bronze               |
| ------- | -------------------- | -------------------- | -------------------- |
| 2007    | Glenn O'Shea         | Myron Simpson        | Maurice Calles       |
| 2008    | Luke Davison         | Moreno De Pauw       | Ramón Domene         |
| 2009    | Bryan Coquard        | Konstantin Kuperasov | Nikias Arndt         |
| 2010    | Bryan Coquard        | Samuel Harrison      | Lucas Liss           |
| 2011    | Caleb Ewan           | Roman Ivlev          | Dylan Kennett        |
| 2012    | Fernando Gaviria     | Jonathan Dibben      | Tirian McManus       |
| 2013    | Jack Edwards         | Marc Jurczyk         | Casper Pedersen      |
| 2014    | Casper Pedersen      | Sam Welsford         | Kim Ji-hun           |
| 2015    | Campbell Stewart     | Rohan Wight          | Max Kanter           |
| 2016    | Campbell Stewart     | Tomás Contte         | Julius Johansen      |
| 2017    | Julius Johansen      | Stephen Cuff         | Uladzislau Zimoschik |
| 2018    | Donavan Grondin      | Frederik Wandahl     | Blake Quick          |
| 2019    | Laurence Pithie      | Graeme Frislie       | Park Young-kyon      |
| 2021    | Radovan Štec         | Dylan Bibic          | Daniil Valgonen      |
| 2022    | Carson Mattern       | Tobias Müller        | Raphael Kokas        |
| 2023    | Daniil Yakovlev      | Žak Eržen            | Bruno Keßler         |
| 2024    | Matijs Van Strijthem | Ashlin Barry         | Alexander Hewes      |

#### Course à l'élimination
| Édition | Or                    | Argent                | Bronze          |
| ------- | --------------------- | --------------------- | --------------- |
| 2021    | Dario Igor Belletta   | Dmitrii Dolzhikov     | Matyáš Koblížek |
| 2022    | Žak Eržen             | Jhohan Marín          | Matyáš Koblížek |
| 2023    | Rubén Sánchez Córdoba | Matvey Ushakov        | Davide Stella   |
| 2024    | Davide Stella         | Rubén Sánchez Córdoba | Lucas Menanteau |

### Femmes

#### 500 mètres contre-la-montre
| Édition | Or                       | Argent                   | Bronze                   |
| ------- | ------------------------ | ------------------------ | ------------------------ |
| 1995    | Roberta Passoni          | Nancy Contreras          | Mira Kasslin             |
| 1996    | Mira Kasslin             | Nancy Contreras          | Yumari González          |
| 1997    | Yumari González          | Katrin Meinke            | Katie Parker             |
| 1998    | Rahna Demarte            | Daniela Clausnitzer      | Céline Nivert            |
| 1999    | Daniela Clausnitzer      | Kerrie Meares            | Rahna Demarte            |
| 2000    | Kerrie Meares            | Christin Muche           | Mathilde Doutreluingne   |
| 2001    | Anna Meares              | Christin Muche           | Clara Sanchez            |
| 2002    | Elisa Frisoni            | Émilie Jeannot           | Jennifer Strohschneider  |
| 2003    | Shuang Guo               | Qian Wang                | Émilie Jeannot           |
| 2004    | Shuang Guo               | Miriam Welte             | Jane Gerisch             |
| 2005    | Lisandra Guerra          | Lyubov Shulika           | Sandie Clair             |
| 2006    | Sandie Clair             | Lyubov Shulika           | Kaarle McCulloch         |
| 2007    | Kristina Vogel           | Huang Ting Ying          | Sabine Bretschneider     |
| 2008    | Kristina Vogel           | Victoria Baranova        | Olivia Montauban         |
| 2009    | Zhong Tianshi            | Rebecca James            | Olivia Montauban         |
| 2010    | Hyejin Lee               | Tania Calvo              | Anastasiia Voinova       |
| 2011    | Anastasiia Voinova       | Victoria Williamson      | Daria Shmeleva           |
| 2012    | Daria Shmeleva           | Elis Ligtlee             | Lidiya Pluzhnikova       |
| 2013    | Dannielle Khan           | Mélissandre Pain         | Tian Beckett             |
| 2014    | Tatiana Kiselova         | Courtney Field           | Emma Hinze               |
| 2015    | Pauline Grabosch         | Emma Hinze               | Olivia Podmore           |
| 2016    | Pauline Grabosch         | Guo Yufang               | Kim Soo-hyun             |
| 2017    | Mathilde Gros            | Lea Friedrich            | Yana Tyshchenko          |
| 2018    | Lea Friedrich            | Yana Tyshchenko          | Alessa-Catriona Pröpster |
| 2019    | Taky Marie-Divine Kouamé | Alessa-Catriona Pröpster | Emma Finucane            |
| 2021    | Alina Lysenko            | Clara Schneider          | Elizaveta Bogomolova     |
| 2022    | Chaeyeon Kim             | Clara Schneider          | Julie Nicolaes           |
| 2023    | Luo Xuehuang             | Elizaveta Solozobova     | Ekaterina Evlanova       |
| 2024    | Stefany Cuadrado         | Makaira Wallace          | Luo Shuyan               |

#### Keirin
| Édition | Or                       | Argent               | Bronze               |
| ------- | ------------------------ | -------------------- | -------------------- |
| 2002    | Elisa Frisoni            | Shi Wenya            | Anastasia Tchulkova  |
| 2003    | Rebecca Borgo            | Jane Gerisch         | Ekaterina Merzlikina |
| 2004    | Shuang Guo               | Miriam Welte         | Skye-Lee Armstrong   |
| 2005    | Chloë McPherson          | Park Eun-mi          | Anna Blyth           |
| 2006    | Anna Blyth               | Anastasia Rozhkova   | Charlene Delev       |
| 2007    | Viktoria Baranova        | Josephine Butler     | Monique Sullivan     |
| 2008    | Kristina Vogel           | Olivia Montauban     | Giada Balzan         |
| 2009    | Rebecca James            | Ekaterina Gnidenko   | Annette Edmondson    |
| 2010    | Ekaterina Gnidenko       | Holly Williams       | Sara Consolati       |
| 2011    | Anastasiia Voinova       | Stephanie McKenzie   | Jennifer Valente     |
| 2012    | Daria Shmeleva           | Lidiya Pluzhnikova   | Jennifer Valente     |
| 2013    | Mélissandre Pain         | Dannielle Khan       | Kim Soo-jin          |
| 2014    | Nicky Degrendele         | Courtney Field       | Doreen Heinze        |
| 2015    | Emma Hinze               | Courtney Field       | Sára Kaňkovská       |
| 2016    | Sára Kaňkovská           | Gloria Manzoni       | Guo Yufang           |
| 2017    | Mathilde Gros            | Steffie van der Peet | Kim Hye-su           |
| 2018    | Lea Friedrich            | Nikola Sibiak        | Yana Tyshchenko      |
| 2019    | Alessa-Catriona Pröpster | Ella Sibley          | Nikola Seremak       |
| 2021    | Alina Lysenko            | Clara Schneider      | Alla Biletska        |
| 2022    | Clara Schneider          | Doye Kim             | Anna Jaborníková     |
| 2023    | Stefany Cuadrado         | Natalia Martínez     | Caitlin Kelly        |
| 2024    | Stefany Cuadrado         | Makaira Wallace      | Matilde Cenci        |

#### Vitesse individuelle
| Édition | Or                       | Argent                | Bronze                  |
| ------- | ------------------------ | --------------------- | ----------------------- |
| 1987    | Janie Eickhoff           | Nathalie Lancien-Even | Vita Brakmanee          |
| 1988    | Felicia Ballanger        | Maria Evitejeva       | Isabelle Nguyen van Tu  |
| 1989    | Magali Humbert-Faure     | Sara Felloni          | Valentina Lipa          |
| 1990    | Kathrin Freitag          | Juliette Raetsch      | Tatiana Balmasova       |
| 1991    | Kathrin Freitag          | Jessica Grieco        | Juliette Raetsch        |
| 1992    | Kathrin Freitag          | Wang Yan              | Chris Witty             |
| 1993    | Ina Heinemann            | Michelle Ferris       | Natalia Tsylinskaya     |
| 1994    | Ina Heinemann            | Roberta Passoni       | Michelle Ferris         |
| 1995    | Roberta Passoni          | Evelin Boschetto      | Megan Hughes            |
| 1996    | Mira Kasslin             | Katrin Meinke         | Evelin Boschetto        |
| 1997    | Katrin Meinke            | Yumari González       | Rosealee Hubbard        |
| 1998    | Rosealee Hubbard         | Rahna Demarte         | Daniela Clausnitzer     |
| 1999    | Céline Nivert            | Tamilla Abassova      | Annamaria Scafetta      |
| 2000    | Christin Muche           | Valentina Alessio     | Mathilde Doutreluingne  |
| 2001    | Sarah Uhl                | Christin Muche        | Valentina Alessio       |
| 2002    | Elisa Frisoni            | Ekaterina Merzlikina  | Jennifer Strohschneider |
| 2003    | Shuang Guo               | Ryu Lin-ah            | Anastasia Tchulkova     |
| 2004    | Shuang Guo               | You Jin-a             | Miriam Welte            |
| 2005    | Lisandra Guerra          | Anna Blyth            | Élodie Henriette        |
| 2006    | Lyubov Shulika           | Anna Blyth            | Sandie Clair            |
| 2007    | Kristina Vogel           | Jessica Varnish       | Charlene Delev          |
| 2008    | Kristina Vogel           | Annette Edmondson     | Victoria Baranova       |
| 2009    | Rebecca James            | Ekaterina Gnidenko    | Zhong Tianshi           |
| 2010    | Hyejin Lee               | Ekaterina Gnidenko    | Holly Williams          |
| 2011    | Anastasiia Voinova       | Stephanie McKenzie    | Victoria Williamson     |
| 2012    | Daria Shmeleva           | Caitlin Ward          | Paige Paterson          |
| 2013    | Dannielle Khan           | Nicky Degrendele      | Mélissandre Pain        |
| 2014    | Courtney Field           | Tatiana Kiselova      | Nicky Degrendele        |
| 2015    | Emma Hinze               | Courtney Field        | Kseniya Bogoyavlenskaya |
| 2016    | Pauline Grabosch         | Guo Yufang            | Hetty van de Wouw       |
| 2017    | Mathilde Gros            | Lauren Bate-Lowe      | Lea Friedrich           |
| 2018    | Lea Friedrich            | Hu Jiafang            | Nikola Sibiak           |
| 2019    | Alessa-Catriona Pröpster | Nikola Seremak        | Emma Finucane           |
| 2021    | Alina Lysenko            | Alla Biletska         | Yuliya Golubkova        |
| 2022    | Clara Schneider          | Chaeyeon Kim          | Julie Nicolaes          |
| 2023    | Elizaveta Solozobova     | Stefany Cuadrado      | Luo Xuehuang            |
| 2024    | Stefany Cuadrado         | Georgette Rand        | Luo Shuyan              |

#### Vitesse par équipes
| Édition | Or                                                                                | Argent                                                                 | Bronze                                                                      |
| ------- | --------------------------------------------------------------------------------- | ---------------------------------------------------------------------- | --------------------------------------------------------------------------- |
| 2007    | Allemagne Kristina Vogel Sabine Brettschneider                                    | Taipei chinois Shu Ping Lin Huang Ting Ying                            | Russie Victoria Baranova Elena Melnichenko                                  |
| 2008    | France Olivia Montauban Magali Baudacci                                           | Pologne Aleksandra Drejgier Kornelia Maczka                            | Russie Victoria Baranova Galina Streltsova                                  |
| 2009    | France Olivia Montauban Magali Baudacci                                           | Allemagne Charlott Arndt Christina Konsulke                            | Russie Ekaterina Gnidenko Olga Hudenko                                      |
| 2010    | Russie Anastasiia Voinova Ekaterina Gnidenko                                      | Nouvelle-Zélande Stephanie McKenzie Henrietta Mitchell                 | Australie Adele Sylvester Holly Williams                                    |
| 2011    | Russie Anastasiia Voinova Daria Shmeleva                                          | Australie Taylah Jennings Adele Sylvester                              | Nouvelle-Zélande Stephanie McKenzie Paige Paterson                          |
| 2012    | Russie Lidiya Pluzhnikova Daria Shmeleva                                          | Nouvelle-Zélande Paige Paterson Victoria Steel                         | Australie Allee Proud Caitlin Ward                                          |
| 2013    | Australie Tian Beckett Tennille Falappi                                           | Russie Tatiana Kiseleva Ekaterina Rogovaya                             | Corée du Sud Jang Yeon-hee Kim Soo-jin                                      |
| 2014    | Allemagne Doreen Heinze Emma Hinze                                                | Russie Tatiana Kiselova Anna Kozinova                                  | Corée du Sud Yeonhee Yang Choi Seul-gi                                      |
| 2015    | Allemagne Pauline Grabosch Emma Hinze                                             | Nouvelle-Zélande Emma Cumming Olivia Podmore                           | Italie Miriam Vece Elena Bissolati                                          |
| 2016    | Nouvelle-Zélande Emma Cumming Ellesse Andrews                                     | Italie Gloria Manzoni Martina Fidanza                                  | Chine Guo Yufang Chen Shaoyue                                               |
| 2017    | Russie Yana Tyshchenko Polina Vashenko                                            | Allemagne Emma Götz Lea Friedrich                                      | Grande-Bretagne Lauren Bate-Lowe Georgia Hilleard                           |
| 2018    | Allemagne Lea Friedrich Emma Götz Alessa-Catriona Pröpster                        | Chine Lei Min Hu Jiafang                                               | Pologne Nikola Seremak Nikola Sibiak                                        |
| 2019    | Chine Fan Bingbing Luo Jang Sun Jingye                                            | Allemagne Alessa-Catriona Pröpster Christina Sperlich Katharina Albers | Pologne Nikola Seremak Nikola Wielowska                                     |
| 2021    | Russie Elizaveta Bogomolova Alina Lysenko Elizaveta Krechkina Varvara Blagodarova | Allemagne Lara-Sophie Jäger Stella Müller Clara Schneider              | Italie Alessia Paccalini Sara Fiorin Valentina Basilico Rebecca Bacchettini |
| 2022    | Allemagne Stella Müller Lara-Sophie Jäger Clara Schneider Bente Lürmann           | Australie Emma Stevens Tyler Puzicha Sophie Marr                       | Tchéquie Natálie Mikšaníková Sára Peterková Anna Jaborníková                |
| 2023    | Chine Bian Yimin Guo Mengyao Luo Xuehuang Shi Yi                                  | Allemagne Anastasia Kuniß Bente Lürmann Anne Slosharek                 | Italie Beatrice Bertolini Carola Ratti Asia Sgaravato                       |
| 2024    | Chine- Lu Minying - Luo Shuyan - Shi Yi - Wang Rongrong                           | Nouvelle-Zélande- Riley Faulkner - Jodie Blackwood - Caitlin Kelly     | Italie- Siria Trevisan - Matilde Cenci - Chantal Pegolo                     |
| 2025    | Italie- Matilde Cenci - Rebecca Fiscarelli - Siria Trevisan - Agata Campana       | Allemagne- Lara Colberg - Emilia Waterstradt - Amy Weber               | Australie- Olivia Wright - Ebony Robinson - Ella Liang - Leani van der Berg |

#### Poursuite individuelle
| Édition | Or                      | Argent              | Bronze                    |
| ------- | ----------------------- | ------------------- | ------------------------- |
| 1987    | Janie Eickhoff          | Catherine Marsal    | Anja Fidseler             |
| 1988    | Catherine Marsal        | Svetlana Golovnia   | Gabriella Pregnolato      |
| 1989    | Svetlana Samokhvalova   | Natascha Den Ouden  | Ainhoa Ostolaza           |
| 1990    | Elena Tchalykh          | Jessica Grieco      | Zoulfia Zabirova          |
| 1991    | Jessica Grieco          | Hanka Kupfernagel   | Symenko Jochinke          |
| 1992    | Hanka Kupfernagel       | Elena Tchalykh      | Anke Wichmann             |
| 1993    | Maria Jongeling         | Sarah Ulmer         | Anke Wichmann             |
| 1994    | Sarah Ulmer             | Judith Arndt        | Aurélie G'Styr            |
| 1995    | Narelle Peterson        | Nancy Contreras     | Mira Kasslin              |
| 1996    | Rachael Linke           | Sabine Meyer        | Pernille Langelund        |
| 1997    | Alayna Burns            | Gitana Gruodyte     | Monika Tyburska           |
| 1998    | Alayna Burns            | Alison Wright       | Regina Rettke             |
| 1999    | Juliette Vandekerckhove | Katherine Bates     | Rahna Demarte             |
| 2000    | Juliette Vandekerckhove | Katherine Bates     | Charlotte Becker          |
| 2001    | Vera Koedooder          | Sarah Hammer        | Charlotte Becker          |
| 2002    | Alexis Rhodes           | Julie Kurzke        | Miranda Vierling          |
| 2003    | Jessie MacLean          | Eglė Malinauskaitė  | Marlijn Binnendijk        |
| 2004    | Marlijn Binnendijk      | Bianca Rogers       | Kimberly Geist            |
| 2005    | Lesya Kalitovska        | Bianca Rogers       | Kimberly Geist            |
| 2006    | Lesya Kalitovska        | Lauren Ellis        | Peta Mullens              |
| 2007    | Josephine Tomic         | Sarah Kent          | Lauren Ellis              |
| 2008    | Ashlee Ankudinoff       | Sarah Kent          | Gemma Dudley              |
| 2009    | Michaela Anderson       | Amy Cure            | Hanna Solovey             |
| 2010    | Amy Cure                | Laura Kenny         | Marlies Mejías            |
| 2011    | Mieke Kröger            | Georgia Williams    | Aleksandra Chekina        |
| 2012    | Kelsey Robson           | Elinor Barker       | Natalia Mozharova         |
| 2013    | Lauren Perry            | Natalia Mozharova   | Josie Talbot              |
| 2014    | Alexandra Manly         | Lisa Klein          | Lauren Perry              |
| 2015    | Justyna Kaczkowska      | Marion Borras       | Madeleine Park            |
| 2016    | Maria Novolodskaya      | Jade Haines         | Ellesse Andrews           |
| 2017    | Ellesse Andrews         | Letizia Paternoster | Elena Pirrone             |
| 2018    | Vittoria Guazzini       | Daria Malkova       | Sophie Edwards            |
| 2019    | Ally Wollaston          | Elynor Backstedt    | Lara Gillespie            |
| 2021    | Alina Moiseeva          | Bénédicte Ollier    | Franzi Arendt             |
| 2022    | Federica Venturelli     | Isabel Sharp        | Lara Lallemant            |
| 2023    | Federica Venturelli     | Juliana Londoño     | Felicity Wilson-Haffenden |
| 2024    | Carys Lloyd             | Lilyth Jones        | Mélanie Dupin             |

#### Poursuite par équipes
| Édition | Or                                                                                          | Argent                                                                                             | Bronze                                                                                      |
| ------- | ------------------------------------------------------------------------------------------- | -------------------------------------------------------------------------------------------------- | ------------------------------------------------------------------------------------------- |
| 2008    | Australie Ashlee Ankudinoff Sarah Kent Megan Dunn                                           | Nouvelle-Zélande Gemma Dudley Cathy Jordan Sequoia Cooper                                          | Belgique Jolien D'Hoore Evelyn Arys Jessie Daams                                            |
| 2009    | Australie Michaela Anderson Megan Dunn Melissa Hoskins                                      | Russie Elena Lichmanova Lidia Malakhova Maria Mishina                                              | Pays-Bas Amy Pieters Winanda Spoor Lotte van Hoek                                           |
| 2010    | Australie Amy Cure Isabella King Michaela Anderson                                          | Nouvelle-Zélande Elizabeth Steel Alexandra Neems Georgia Williams                                  | Pays-Bas Laura van der Kamp Claudia Koster Kelly Markus                                     |
| 2011    | Australie Georgia Baker Taylah Jennings Emily Roper                                         | Russie Alina Bondarenko Aleksandra Chekina Svetlana Kashirina                                      | Italie Beatrice Bartelloni Maria Giulia Confalonieri Chiara Vannucci                        |
| 2012    | Australie Georgia Baker Taylah Jennings Kelsey Robson                                       | Nouvelle-Zélande Cassie Cameron Alysha Keith Racquel Sheath                                        | Royaume-Uni Elinor Barker Hayley Jones Amy Roberts                                          |
| 2013    | Grande-Bretagne Amy Hill Hayley Jones Emily Kay Emily Nelson                                | Russie Anastasia Buchneva Maria Kantcyber Natalia Mozharova Svetlana Vasilieva                     | Australie Lauren Perry Kelsey Robson Macey Stewart Elissa Wundersitz                        |
| 2014    | Australie Alexandra Manly Macey Stewart Danielle McKinnirey Josie Talbot                    | Italie Martina Alzini Claudia Cretti Maria Vittoria Sperotto Daniela Magnetto                      | Nouvelle-Zélande Holly Edmondston Bryony Botha Holly White Nina Wollaston                   |
| 2015    | Nouvelle-Zélande Bryony Botha Michaela Drummond Madeleine Park Holly White                  | Australie Danielle McKinirrey Nicola MacDonald Chloe Moran Brooke Tucker                           | Japon Yumi Kajihara Kie Furuyama Yuya Hashimoto Nao Suzuki                                  |
| 2016    | Italie Elisa Balsamo Chiara Consonni Letizia Paternoster Martina Stefani                    | Nouvelle-Zélande Michaela Drummond Emily Shearman Kate Smith Nicole Shields                        | France Pauline Clouard Typhaine Laurance Clara Copponi Valentine Fortin                     |
| 2017    | Italie Martina Fidanza Letizia Paternoster Chiara Consonni Vittoria Guazzini                | Nouvelle-Zélande Ellesse Andrews Nicole Shields Kate Smith Emily Shearman                          | France Laura Da Cruz Clara Copponi Marie Le Net Valentine Fortin                            |
| 2018    | Italie Vittoria Guazzini Silvia Zanardi Giorgia Catarzi Sofia Collinelli                    | Nouvelle-Zélande Ally Wollaston Annamarie Lipp Samantha Donnelly McKenzie Milne                    | Grande-Bretagne Ellie Russell Pfeiffer Georgi Elynor Backstedt Ella Barnwell                |
| 2019    | Italie Giorgia Catarzi Camilla Alessio Eleonora Gasparrini Sofia Collinelli Matilde Vitillo | Nouvelle-Zélande Emily Paterson Mckenzie Milne Ally Wollaston Samantha Donnelly                    | Grande-Bretagne Elynor Backstedt Sophie Lewis Eluned King Ella Barnwell                     |
| 2021    | Russie Inna Abaidullina Alena Ivanchenko Alina Moiseeva Valeria Valgonen                    | France Flavie Boulais Jade Labastugue Lara Lallemant Bénédicte Ollier Doriane Kaufmann             | Pologne Olga Wankiewicz Wiktoria Milda Tamara Szalińska Maja Tracka Anna Długas             |
| 2022    | France Clémence Chéreau Aurore Pernollet Heïdi Gaugain Lara Lallemant                       | Italie Martina Sanfilippo Federica Venturelli Francesca Pellegrini Valentina Zanzi Vitorria Grassi | Allemagne Justyna Czapla Magdalena Fuchs Seana Littbarski-Gray Hannah Kunz Jette Simon      |
| 2023    | France Clémence Chéreau Léane Tabu Mélanie Dupin Léonie Mahieu                              | Italie Federica Venturelli Valentina Zanzi Vittoria Grassi Alice Toniolli Virginia Iaccarino       | Australie Lauren Bates Sally Carter Nicole Duncan Keira Will Felicity Wilson-Haffenden      |
| 2024    | Grande-Bretagne- Cat Ferguson - Imogen Wolff - Erin Boothman - Carys Lloyd                  | France- Elina Cabot - Mélanie Dupin - Léane Tabu - Violette Demay                                  | Italie- Linda Sanarini - Arianna Giordani - Irma Siri - Asia Sgaravato - Virginia Iaccarino |

#### Course aux points
| Édition | Or                        | Argent               | Bronze                  |
| ------- | ------------------------- | -------------------- | ----------------------- |
| 1989    | Svetlana Samokhvalova     | Sally Dawes          | Jessica Grieco          |
| 1990    | Ina-Yoko Teutenberg       | Jessica Grieco       | Elena Tchalykh          |
| 1991    | Hanka Kupfernagel         | Simona Muzzioli      | Jessica Grieco          |
| 1992    | Ina-Yoko Teutenberg       | Hanka Kupfernagel    | Maria Tsal              |
| 1993    | Maria Jongeling           | Michelle Ferris      | Anke Wichmann           |
| 1994    | Sarah Ulmer               | Ita Kryjanovskaja    | Evi Gensheimer          |
| 1995    | Maria Jongeling           | Tatiana Stiajkina    | Cathy Moncassin         |
| 1996    | Cornelia Cyrus            | Oksana Saprykina     | Alessandra D'Ettorre    |
| 1997    | Olga Zabelinskaïa         | Vera Carrara         | Mirella van Melis       |
| 1998    | Vera Carrara              | Olga Zabelinskaïa    | Dorota Czynszak         |
| 1999    | Nadejda Vlasova           | Rochelle Gilmore     | Juliette Vandekerckhove |
| 2000    | Vera Koedooder            | Ashley Kimmet        | Juliette Vandekerckhove |
| 2001    | Giorgia Bronzini          | Diana Elmentaité     | Natalia Boyarskaya      |
| 2002    | Miranda Vierling          | Sung Eun Gu          | Fu Shimei               |
| 2003    | Larssyn Rüegg             | Agne Bagdonaviciutė  | Laura Telle             |
| 2004    | Amanda Spratt             | Choe Sun Ae          | Florence Girardet       |
| 2005    | Andrea Wolfer             | Rushlee Buchanan     | Irina Zemlyanskaya      |
| 2006    | Mie Lacota                | Elise van Hage       | Evgenia Romanyuta       |
| 2007    | Josephine Tomic           | Jenny Rios           | Iraida García           |
| 2008    | Megan Dunn                | Valentina Scandolara | Gemma Dudley            |
| 2009    | Megan Dunn                | Elena Cecchini       | Minami Uwano            |
| 2010    | Julie Leth                | Laura Kenny          | Gloria Rodriguez        |
| 2011    | Maria Giulia Confalonieri | Íngrid Drexel        | Sophie Williamson       |
| 2012    | Taylah Jennings           | Sophie Williamson    | Amy Roberts             |
| 2013    | Arianna Fidanza           | Elissa Wundersitz    | Hayley Jones            |
| 2014    | Camila Valbuena           | Yumi Kajihara        | Josie Talbot            |
| 2015    | Daria Pikulik             | Yumi Kajihara        | Kristina Selina         |
| 2016    | Letizia Paternoster       | Jessica Roberts      | Wiktoria Pikulik        |
| 2017    | Maggie Coles-Lyster       | Maria Novolodskaya   | Chiara Consonni         |
| 2018    | Silvia Zanardi            | Sarah Gigante        | Shari Bossuyt           |
| 2019    | Tsuyaka Uchino            | Valeria Golayeva     | Yareli Acevedo          |
| 2021    | Alena Ivanchenko          | Valentina Basilico   | Kaia Schmid             |
| 2022    | Heïdi Gaugain             | Chloe Patrick        | Anna Kolyzhuk           |
| 2023    | Mélanie Dupin             | Isabel Sharp         | Valentina Zanzi         |
| 2024    | Imogen Wolff              | Izaro Etxarri        | Judith Rottmann         |

#### Américaine
| Édition | Or                                         | Argent                                        | Bronze                                           |
| ------- | ------------------------------------------ | --------------------------------------------- | ------------------------------------------------ |
| 2017    | Italie Letizia Paternoster Chiara Consonni | Russie Maria Novolodskaya Daria Malkova       | France Marie Le Net Valentine Fortin             |
| 2018    | France Marie Le Net Victoire Berteau       | Russie Daria Malkova Mariia Miliaeva          | Australie Alexandra Martin-Wallace Alice Culling |
| 2019    | États-Unis Zoe Ta-Perez Megan Jastrab      | Grande-Bretagne Sophie Lewis Elynor Backstedt | Russie Valeria Golayeva Mariia Miliaeva          |
| 2021    | Russie Inna Abaidullina Alena Ivanchenko   | France Jade Labastugue Bénédicte Ollier       | Pays-Bas Yuli van der Molen Nienke Veenhoven     |
| 2022    | Grande-Bretagne Grace Lister Zoe Bäckstedt | Japon Maho Kakita Mizuki Ikeda                | Pays-Bas Babette van der Wolf Nienke Veenhoven   |
| 2023    | Italie Federica Venturelli Vittoria Grassi | Australie Keira Will Nicole Duncan            | Tchéquie Adéla Marková Patricie Müllerová        |
| 2024    | Grande-Bretagne Erin Boothman Carys Lloyd  | Allemagne Messane Bräutigam Judith Rottmann   | Italie Anita Baima Linda Sanarini                |

#### Scratch
| Édition | Or                   | Argent               | Bronze                   |
| ------- | -------------------- | -------------------- | ------------------------ |
| 2002    | Ekaterina Merzlikina | Gu Sung-eun          | Belinda Goss             |
| 2003    | Myriam Morreau       | Ekaterina Merzlikina | Lee Min-hye              |
| 2004    | Annalisa Cucinotta   | Jarmila Machačová    | Bianca Rogers            |
| 2005    | Skye-Lee Armstrong   | Elizabeth Armitstead | Evgenia Romanyuta        |
| 2006    | Elise van Hage       | Evgenia Romanyuta    | Tess Downing             |
| 2007    | Iraida García        | Barbara Guarischi    | Anna Mosbach             |
| 2008    | Megan Dunn           | Gemma Dudley         | Colleen Hayduk           |
| 2009    | Amy Cure             | Lucie Zaleska        | Aleksandra Sosenko       |
| 2010    | Amy Cure             | Harriet Owen         | Elena Cecchini           |
| 2011    | Jennifer Valente     | Georgia Baker        | Cassie Cameron           |
| 2012    | Georgia Baker        | Sophie Williamson    | Shana Dalving            |
| 2013    | Jessica Parra        | Kinley Gibson        | Amalie Dideriksen        |
| 2014    | Amalie Dideriksen    | Soline Lamboley      | Josie Talbot             |
| 2015    | Elisa Balsamo        | Justyna Kaczkowska   | Nicola MacDonald         |
| 2016    | Rebecca Raybould     | Devaney Collier      | Kristina Clonan          |
| 2017    | Martina Fidanza      | Mylene de Zoete      | Alexandra Martin-Wallace |
| 2018    | Shin Ji-eun          | Marta Jaskulska      | Katharina Hechler        |
| 2019    | Ella Sibley          | Catalina Soto        | Ella Barnwell            |
| 2021    | Jette Simon          | Marith Vanhove       | Valentina Basilico       |
| 2022    | Maja Tracka          | Chloe Patrick        | Anna Kolyzhuk            |
| 2023    | Nicole Duncan        | Anita Baima          | Laerke Expeels           |
| 2024    | Nicole Duncan        | Valentina Ferreyra   | Chantal Pegolo           |
| 2025    | Emma Jimenez Palos   | Auke De Buysser      | Yana Daniluk             |

#### Omnium
| Édition | Or                  | Argent              | Bronze              |
| ------- | ------------------- | ------------------- | ------------------- |
| 2009    | Megan Dunn          | Giulia Donato       | Gabriela Slamova    |
| 2010    | Laura Kenny         | Isabella King       | Coryn Rivera        |
| 2011    | Taylah Jennings     | Alina Bondarenko    | Íngrid Drexel       |
| 2012    | Taylah Jennings     | Elinor Barker       | Racquel Sheath      |
| 2013    | Anna Knauer         | Soline Lamboley     | Emily Kay           |
| 2014    | Macey Stewart       | Martina Alzini      | Soline Lamboley     |
| 2015    | Danielle McKinirrey | Daria Pikulik       | Martina Alzini      |
| 2016    | Elisa Balsamo       | Michaela Drummond   | Maggie Coles-Lyster |
| 2017    | Letizia Paternoster | Maggie Coles-Lyster | Mylene de Zoete     |
| 2018    | Vittoria Guazzini   | Daria Malkova       | Marta Jaskulska     |
| 2019    | Megan Jastrab       | Eleonora Gasparrini | Ella Barnwell       |
| 2021    | Inna Abaidullina    | Kaia Schmid         | Valentina Basilico  |
| 2022    | Aurore Pernollet    | Maja Tracka         | Grace Lister        |
| 2023    | Juliana Londoño     | Clémence Chéreau    | Hélène Hesters      |
| 2024    | Cat Ferguson        | Nicole Duncan       | Adelina Sakun       |

#### Course à l'élimination
| Édition | Or                | Argent               | Bronze           |
| ------- | ----------------- | -------------------- | ---------------- |
| 2021    | Kaia Schmid       | Lana Eberle          | Gabriela Bártová |
| 2022    | Barbora Němcová   | Anna Kolyzhuk        | Isabel Sharp     |
| 2023    | Anita Baima       | Isabel Sharp         | Ayana Mizutani   |
| 2024    | Messane Bräutigam | Gabriela Kaczmarczyk | Anita Baima      |

## Tableau des médailles
Mise à jour après l'édition 2024

### Par pays
| Rang  | Nation                       | Or  | Argent | Bronze | Total |
| ----- | ---------------------------- | --- | ------ | ------ | ----- |
| 1     | Australie                    | 122 | 81     | 79     | 282   |
| 2     | Allemagne                    | 77  | 78     | 70     | 225   |
| 3     | Russie                       | 62  | 53     | 53     | 168   |
| 4     | France                       | 45  | 43     | 45     | 133   |
| 5     | Italie                       | 43  | 44     | 61     | 148   |
| 6     | Union soviétique             | 33  | 18     | 19     | 70    |
| 7     | Grande-Bretagne              | 28  | 33     | 27     | 88    |
| 8     | Nouvelle-Zélande             | 21  | 38     | 29     | 88    |
| 9     | Allemagne de l'Est           | 21  | 18     | 14     | 53    |
| 10    | Pays-Bas                     | 13  | 13     | 15     | 41    |
| 11    | Tchéquie                     | 12  | 15     | 14     | 41    |
| 12    | Danemark                     | 12  | 10     | 16     | 38    |
| 13    | Chine                        | 10  | 9      | 7      | 26    |
| 14    | Colombie                     | 10  | 9      | 2      | 21    |
| 15    | États-Unis                   | 9   | 15     | 15     | 39    |
| 16    | Corée du Sud                 | 8   | 10     | 12     | 30    |
| 17    | Suisse                       | 8   | 3      | 5      | 16    |
| 18    | Ukraine                      | 7   | 15     | 8      | 30    |
| 19    | Canada                       | 7   | 4      | 7      | 18    |
| 20    | Pologne                      | 6   | 20     | 18     | 44    |
| 21    | Belgique                     | 6   | 12     | 10     | 28    |
| 22    | Japon                        | 5   | 6      | 7      | 18    |
| 23    | Cuba                         | 5   | 3      | 4      | 12    |
| 24    | Athlètes neutres individuels | 4   | 1      | 5      | 10    |
| 25    | Lituanie                     | 3   | 5      | 2      | 10    |
| 26    | Argentine                    | 3   | 3      | 2      | 8     |
| 27    | Grèce                        | 3   | 1      | 3      | 7     |
| 28    | Biélorussie                  | 2   | 0      | 2      | 4     |
| 28    | Finlande                     | 2   | 0      | 2      | 4     |
| 30    | Espagne                      | 1   | 6      | 9      | 16    |
| 31    | Tchécoslovaquie              | 1   | 3      | 0      | 4     |
| 32    | Inde                         | 1   | 2      | 1      | 4     |
| 33    | Slovénie                     | 1   | 1      | 2      | 4     |
| 33    | Brésil                       | 1   | 1      | 0      | 2     |
| 35    | Portugal                     | 1   | 0      | 3      | 4     |
| 36    | Afrique du Sud               | 1   | 0      | 0      | 1     |
| 36    | Hong Kong                    | 1   | 0      | 0      | 1     |
| 36    | Mongolie                     | 1   | 0      | 0      | 1     |
| 39    | Mexique                      | 0   | 5      | 6      | 11    |
| 40    | Chili                        | 0   | 3      | 3      | 6     |
| 41    | Arménie                      | 0   | 3      | 1      | 4     |
| 42    | Taipei chinois               | 0   | 2      | 1      | 3     |
| 43    | Thaïlande                    | 0   | 2      | 0      | 2     |
| 43    | Trinité-et-Tobago            | 0   | 2      | 0      | 2     |
| 45    | Kazakhstan                   | 0   | 1      | 5      | 6     |
| 46    | Irlande                      | 0   | 1      | 2      | 3     |
| 47    | Autriche                     | 0   | 1      | 1      | 2     |
| 47    | Bulgarie                     | 0   | 1      | 1      | 2     |
| 47    | Venezuela                    | 0   | 1      | 1      | 2     |
| 50    | Yougoslavie                  | 0   | 1      | 0      | 1     |
| 41    | Malaisie                     | 0   | 0      | 2      | 2     |
| 52    | Lettonie                     | 0   | 0      | 1      | 1     |
| 52    | Moldavie                     | 0   | 0      | 1      | 1     |
| Total | Total                        | 596 | 598    | 596    | 1790  |

### Cyclistes masculins les plus titrés
| Rang | Nation           | Or | Argent | Bronze | Total |
| ---- | ---------------- | -- | ------ | ------ | ----- |
| 1    | Maximilian Levy  | 5  | 0      | 1      | 6     |
| 1    | Travis Meyer     | 5  | 0      | 1      | 6     |
| 3    | Mikhail Ignatiev | 4  | 1      | 0      | 5     |
| 3    | Campbell Stewart | 4  | 1      | 0      | 5     |
| 5    | Mark French      | 4  | 0      | 0      | 4     |
| 5    | Dmitri Nelyubin  | 4  | 0      | 0      | 4     |
| 5    | Roman Saprykhine | 4  | 0      | 0      | 4     |
| 8    | Christian Lyte   | 3  | 2      | 0      | 5     |
| 9    | Matthew Meaney   | 3  | 2      | 0      | 5     |
| 10   | Ben Kersten      | 3  | 1      | 1      | 5     |
| 10   | Thomas Palmer    | 3  | 1      | 1      | 5     |

### Cyclistes féminines les plus titrées
| Rang | Nation               | Or | Argent | Bronze | Total |
| ---- | -------------------- | -- | ------ | ------ | ----- |
| 1    | Megan Dunn           | 6  | 0      | 0      | 6     |
| 1    | Kristina Vogel       | 6  | 0      | 0      | 6     |
| 3    | Letizia Paternoster  | 5  | 1      | 0      | 6     |
| 4    | Taylah Jennings      | 5  | 1      | 0      | 6     |
| 5    | Daria Shmeleva       | 5  | 0      | 1      | 6     |
| 5    | Anastasiia Voinova   | 5  | 0      | 1      | 6     |
| 7    | Shuang Guo           | 5  | 0      | 0      | 5     |
| 8    | Lea Sophie Friedrich | 4  | 2      | 1      | 7     |
| 9    | Emma Hinze           | 4  | 1      | 1      | 5     |
| 10   | Amy Cure             | 4  | 1      | 0      | 5     |
| 10   | Stefany Cuadrado     | 4  | 1      | 0      | 5     |